# Anywhere For You
«Anywhere for You» es el quinto sencillo lanzado por la banda Backstreet Boys en 1997 de su álbum debut internacional. Fue luego incluida en el álbum estadounidense. Esta canción es una de las primeras grabaciones en su álbum debut de 1996. La canción fue escrita por Wayne Perry y Gary Baker en 1994 y grabada ese mismo año por la banda. 
Las voces en español para la canción, titulada "Donde Quieras Yo Iré", fueron grabadas a finales de 1995 en Zürich junto con una versión en español de "I'll Never Break Your Heart".

## Video musical
En el vídeo musical para "Anywhere For You" aparece la banda en una playa en Miami, Florida el 11 de enero de 1996, participando en diversas actividades recreativas, como ir en bicicleta y voleibol. Otras escenas se muestran cantando en las rocas al lado del agua. En una pequeña parte del video sale Lou Pearlman vendiéndole globos a Howie.

## Discos sencillos

### CD1
1. «Anywhere for You» - 4:40
2. «I'll Never Find Someone Like You» - 4:23
3. «Anywhere for You» (Versión en español) - 4:50
4. «Happy Valentine <»small>(Bonus Track Europeo)
5. «We've Got It Goin' On» (Marcus Mix) (Bonus Track Asiático)

### CD2
1. «Anywhere For You» - 4:40
2. «Let's Have A Party» - 3:49
3. «We've Got It Goin' On» (Amadin Club Mix) - 6:33

### Promo
1. «Anywhere For You» (Edit)
2. «Anywhere For You» (LP Versión)

## Posicionamiento
| Lista (1997)                     | Posiciones máximas |
| -------------------------------- | ------------------ |
| Austrian Singles Chart           | 7                  |
| Belgian Singles Chart (Flanders) | 20                 |
| Belgian Singles Chart (Wallonia) | 8                  |
| Canadian Singles Chart           | 6                  |
| Danish Singles Chart             | 3                  |
| Dutch Singles Chart              | 7                  |
| German Singles Chart             | 3                  |
| Irish Singles Chart              | 16                 |
| Norwegian Singles Chart          | 15                 |
| Swedish Singles Chart            | 18                 |
| Swiss Singles Chart              | 3                  |
| UK Singles Chart                 | 4                  |